# Pension de mujeres
Pension de mujeres é uma telenovela mexicana, produzida pela Televisa e exibida em 1960 pelo Telesistema Mexicano.

## Elenco
- Amparo Rivelles
- Fanny Schiller
- Fernando Rey
- Mapita Cortés
- Prudencia Grifell
- Rosa Elena Durge